# Kinh Tứ niệm xứ
Kinh Tứ niệm xứ (tiếng Pali: Satipaṭṭhāna-sutta, được trình bày trong Trung bộ kinh) và sau đó là Kinh Đại niệm xứ (tiếng Pali: Mahāsatipaṭṭhāna-sutta, được trình bày trong Trường bộ kinh) là hai bài kinh giảng rõ phép quán Tứ niệm xứ, một trong những phép thiền quán quan trọng của Phật giáo nguyên thủy.
Kinh Tứ Niệm Xứ là cốt lõi của Thiền Phật Giáo, có thể nói nếu không thông suốt tinh yếu của kinh này thì việc hành thiền sẽ như người lạc trong rừng sâu chỉ đi loanh quanh, khó tìm lối thoát.
Kinh Tứ Niệm Xứ rất đơn giản, ngôn từ chỉ là phương tiện để chỉ thẳng thực tại, rất cụ thể, không ngụ ý, không ẩn dụ, không biểu tượng cho bất cứ điều gì huyền bí bên ngoài, nên không cần phải tưởng tượng, suy luận, ức đoán hay đào sâu để tìm tòi ý nghĩa bí ẩn nào trong kinh văn, mà chính là phải thấy ra bản chất thật của thực tại được Đức Phật chỉ thẳng ngay nơi hiện trạng của mỗi người. Vì vậy, người giảng kinh không thể là một học giả chỉ y cứ trên ngôn từ mà phải là những thiền sư có thể nghiệm thực chứng.
Thực chứng phải chăng là kinh nghiệm pháp hành một cách phong phú mỗi cá nhân ? Dĩ nhiên là như vậy, vì chính Đức Phật cũng đã dạy: "accattaṃ veditabbo viññūhi". Nhưng thực tế cho thấy chúng ta cần phải thận trọng vì đã có nhiều người có kinh nghiệm pháp hành khá phong phú, rồi tuyên bố lung tung như đã chứng ngộ, nhưng thật ra đó chỉ là những kinh nghiệm cá nhân phiến diện và cục bộ, không phản ánh được toàn bộ sự thật mà Đức Phật muốn khai thị.
Trong giai đoạn pháp học, cách thận trọng nhất là đọc nhiều bản dịch giải của nhiều vị thiền sư nổi tiếng có uy tín về pháp hành. Nhiều vị có chứng nghiệm sâu về niệm thân, nhiều vị sở trường về niệm thọ, hoặc niệm tâm, niệm pháp v.v… trong bản dịch giải của họ dù trung thực với kinh văn đến đâu cũng có ít nhiều phản ánh kinh nghiệm riêng của họ, nhờ vậy chúng ta thấy ra được nhiều khía cạnh thâm sâu trên phương diện pháp hành.